# Gotowi do gotowania. Start!
Gotowi do gotowania. Start! (wcześniej SmaczneGO!) – polski program kulinarny prowadzony początkowo przez Olgę Bończyk, a później Marzenę Rogalską i emitowany na antenie TVP2 od 10 marca 2007 do 24 maja 2008 i ponownie od 9 września do 26 listopada 2019 roku, oparty na brytyjskim formacie Ready Steady Cook!.
Pierwsza odsłona programu prowadzona była przez Olgę Bończyk i polskich szefów kuchni: Marcina Piotrowskiego (szefa kuchni ambasadora Australii w Polsce, mistrza świata BBQ 2006, brązowego medalistę Kulinarnego Pucharu Świata 2006 w Luksemburgu), Krystiana Zalejskiego (szefa kuchni ambasadora Wielkiej Brytanii w Polsce) oraz Damiana Muchę. 
W 2019 roku Telewizja Polska ogłosiła powrót programu na antenę TVP2, pod nazwą Gotowi do gotowania. Start!, zaś prowadzącą została Marzena Rogalska.

## Charakterystyka programu
Dwie dwuosobowe drużyny, składające się z kucharza i osoby z publiczności, które reprezentują kuchnię żółtą lub czerwoną, rywalizują między sobą. Obie drużyny w 20 minut muszą przygotować danie, korzystając ze składników, których wartość nie przekracza 20 złotych. W edycji prowadzonej przez Marzenę Rogalską kucharz amator ze zwycięskiego duetu wygrywa nagrodę ufundowaną przez sponsora, Jeronimo Martins. 

## Spis serii
| Seria | Seria | Sezon       | Odcinki     | Pierwszy odcinek | Ostatni odcinek   | Pora emisji               | Prowadząca       |
| ----- | ----- | ----------- | ----------- | ---------------- | ----------------- | ------------------------- | ---------------- |
|       | 1.    | wiosna 2007 | 1–16 (16)   | 10 marca 2007    | 23 czerwca 2007   |                           | Olga Bończyk     |
|       | 2.    | jesień 2007 | 17–34 (18)  | 8 września 2007  | 5 stycznia 2008   |                           | Olga Bończyk     |
|       | 3.    | wiosna 2008 | 35–46 (12)  | 8 marca 2008     | 24 maja 2008      |                           | Olga Bończyk     |
|       | 4.    | jesień 2019 | 47–102 (56) | 9 września 2019  | 26 listopada 2019 | poniedziałek–piątek 18.30 | Marzena Rogalska |

### Goście specjalni poszczególnych odcinków
| Nr             | Data emisji | Gość specjalny            |
| -------------- | ----------- | ------------------------- |
| SERIA PIERWSZA |             |                           |
| 01             | 10.03.2007  | Paweł Burczyk             |
| 02             | 17.03.2007  | Dorota Kamińska           |
| 03             | 24.03.2007  | Przemysław Cypryański     |
| 04             | 31.03.2007  | Emilia Krakowska          |
| 05             | 07.04.2007  | Grażyna Torbicka          |
| 06             | 14.04.2007  | Maciej Miecznikowski      |
| 07             | 21.04.2007  | Andrzej Grabowski         |
| 08             | 28.04.2007  | Krzysztof Skiba           |
| 09             | 05.05.2007  | Robert Kudelski           |
| 10             | 12.05.2007  | Anna Dereszowska          |
| 11             | 19.05.2007  | Norbi                     |
| 12             | 26.05.2007  | Joanna Wizmur             |
| 13             | 02.06.2007  | Przemysław Saleta         |
| 14             | 09.06.2007  | Majka Jeżowska            |
| 15             | 16.06.2007  | Przemysław Branny         |
| 16             | 23.06.2007  | Renata Dancewicz          |
| SERIA DRUGA    |             |                           |
| 17             | 08.09.2007  | Mateusz Damięcki          |
| 18             | 15.09.2007  | Monika Obara              |
| 19             | 22.09.2007  | Krzysztof Piasecki        |
| 20             | 29.09.2007  | Beata Pawlikowska         |
| 21             | 06.10.2007  | Kacper Kuszewski          |
| 22             | 13.10.2007  | Joanna Bartel             |
| 23             | 20.10.2007  | Andrzej Krzywy            |
| 24             | 27.10.2007  | Ilona Łepkowska           |
| 25             | 03.11.2007  | Wojciech Brzozowski       |
| 26             | 10.11.2007  | Anna Cieślak              |
| 27             | 17.11.2007  | Robert Moskwa             |
| 28             | 24.11.2007  | Katarzyna Cerekwicka      |
| 29             | 01.12.2007  | Bartosz Obuchowicz        |
| 30             | 08.12.2007  | Agnieszka Maciąg          |
| 31             | 15.12.2007  | Mariusz Pudzianowski      |
| 32             | 22.12.2007  | Jerzy Kryszak             |
| 33             | 29.12.2007  | Robert Korzeniowski       |
| 34             | 05.01.2008  | Krystyna Tkacz            |
| SERIA TRZECIA  |             |                           |
| 35             | 08.03.2008  | Piotr Kupicha             |
| 36             | 15.03.2008  | Przemysław Babiarz        |
| 37             | 22.03.2008  | Olga Borys                |
| 38             | 29.03.2008  | Katarzyna Zielińska       |
| 39             | 05.04.2008  | Piotr Zelt                |
| 40             | 12.04.2008  | Małgorzata Ostrowska      |
| 41             | 19.04.2008  | Łukasz Rybarski           |
| 42             | 26.04.2008  | Maria Sadowska            |
| 43             | 03.05.2008  | Sebastian Karpiel-Bułecka |
| 44             | 10.05.2008  | Paolo Cozza               |
| 45             | 17.05.2008  | Patrycja Kazadi           |
| 46             | 24.05.2008  | Natalia Przybysz          |